# Marta Aledo
Marta González de Aledo (Madrid, 2 de mayo de 1978), conocida popularmente como Marta Aledo, es una actriz, guionista y directora española, conocida especialmente por su participación en la serie Vis a vis de Antena 3 y FOX España en el papel de Teresa "Tere" González, una joven condenada a 6 años de prisión.

## Biografía
Licenciada en Imagen y sonido por la Facultad de Ciencias de la Información (Universidad Complutense de Madrid), Marta Aledo completó su formación académica con varios cursos de danza e interpretación. Asimismo, después de debutar como actriz en televisión en 1997 con Al salir de clase, también se dejó ver en series de gran audiencia en la televisión española como Médico de familia, 7 vidas, Hospital Central o Águila Roja con papeles secundarios.
Por otra parte, su debut en el cine llegó también en el año 1997, con la película Airbag del director Juanma Bajo Ulloa. El gran salto lo dio en 2015, cuando comenzó a interpretar al personaje de «Tere» en la serie de televisión española Vis a vis. Además, su labor como directora en el corto Seattle logró diversos premios en 2018, como el Premio a Mejor Guion en los Premios Fugaz al cortometraje español (certamen en el que recibió tres nominaciones).

## Filmografía como actriz

### Televisión
| Año             | Serie                               | Personaje                    | Cadena                | Notas         |
| --------------- | ----------------------------------- | ---------------------------- | --------------------- | ------------- |
| 1997            | Al salir de clase                   |                              | Telecinco             | 1 episodio    |
| 1998            | Petra Delicado                      | Salomé                       | Telecinco             | 1 episodio    |
| 1999            | Médico de familia                   |                              | Telecinco             | 1 episodio    |
| 2000            | Robles, investigador                |                              | La 1                  | 1 episodio    |
| 2000            | Periodistas                         |                              | Telecinco             | 1 episodio    |
| 2002            | Policías, en el corazón de la calle |                              | Antena 3              | 1 episodio    |
| 2002; 2006      | Hospital Central                    | Pilar / Lucía                | Telecinco             | 2 episodios   |
| 2003            | Vientos de agua                     |                              | Telecinco             | 1 episodio    |
| 2004            | Casi perfectos                      |                              | Antena 3              | 1 episodio    |
| 2005            | Los Serrano                         | Emma                         | Telecinco             | 1 episodio    |
| 2005            | 7 vidas                             | Sonia                        | Telecinco             | 1 episodio    |
| 2005            | Mis adorables vecinos               |                              | Antena 3              | 1 episodio    |
| 2006            | Fuera de control                    |                              | La 1                  | 1 episodio    |
| 2007            | Hermanos y detectives               |                              | Telecinco             | 3 episodios   |
| 2008            | UCO                                 |                              | La 1                  | 2 episodios   |
| 2008            | Cazadores de hombres                | Marta Nebreda                | Antena 3              | 1 episodio    |
| 2008            | Lex                                 |                              | Antena 3              | 2 episodios   |
| 2008            | Impares                             |                              | Antena 3              | 1 episodio    |
| 2009 - 2013     | Águila Roja                         | Estuarda                     | La 1                  | 15 episodios  |
| 2009            | Acusados                            | Noemí                        | Telecinco             | 1 episodio    |
| 2010            | Sofía                               | Cloris                       | Telecinco             | 2 episodios   |
| 2013            | El don de Alba                      | Madre de Alicia              | Telecinco             | 2 episodios   |
| 2013            | Gran Reserva: El origen             | Alicia                       | La 1                  | 1 episodio    |
| 2014            | Bienvenidos al Lolita               | María del Mar "Marimar"      | Antena 3              | 3 episodios   |
| 2015 - 2019     | Vis a vis                           | Teresa "Tere" González Largo | Antena 3 / HBO España | 40 episodios  |
| 2019            | Élite                               | Victoria Pando               | Netflix               | 6 episodios   |
| 2020            | Las chicas del cable                | Amalia                       | Netflix               | 3 episodios   |
| 2023            | Todas las veces que nos enamoramos  | Sandra                       | Netflix               | 3 episodios   |
| 2023            | Días mejores                        | Emi                          | Prime Video           | 5 episodios   |
| 2023            | Por H o por B                       | Asesora del amor             | HBO España            | 4 episodios   |
| 2023 - presente | 4 estrellas                         | Silvia Lasierra Vázquez      | La 1                  | 259 episodios |

### Podcast
- 2020 - Vis a vis, La cara B como Teresa «Tere» González Largo.

### Cine

#### Películas
- 1997. Airbag.
- 2000. Talk show.
- 2000. Besos para todos.
- 2000. El gran marciano.
- 2004. Oculto.
- 2004. Para que no me olvides.
- 2004. Princesas.
- 2004. Reinas.
- 2005. AzulOscuroCasiNegro.
- 2006. Mujeres en el parque.
- 2006. Las 13 rosas.
- 2007. Tocar el cielo.
- 2009. La vergüenza.
- 2009. Los abrazos rotos.
- 2012. Los amantes pasajeros.

#### Cortometrajes
- 2003. Carisma.
- 2004. La luz de la primera estrella.
- 2005 - 2006. Marta contra Marta.
- 2005. Ponys.
- 2006. Reparación.
- 2006. Ludoterapia.
- 2008. Machu Picchu.
- 2008. Un día cualquiera.
- 2009. La concejala antropófaga.
- 2010. Skye.
- 2010. No te miento si adivinas lo que pienso.
- 2013. Das kind.